# Haeckeliania minuta
Haeckeliania minuta är en stekelart som beskrevs av Gennaro Viggiani 1992. Haeckeliania minuta ingår i släktet Haeckeliania och familjen hårstrimsteklar. Inga underarter finns listade i Catalogue of Life.